# Garibaldi (cocktail)
Il Garibaldi è un cocktail tra i più semplici e conosciuti, a base di succo d'arancia e bitter, anche se ne esiste una versione meno diffusa in cui all'aranciata gassata si aggiunge lo spumante. Può essere bevuto sia come aperitivo che come long drink. Ha fatto parte della lista dei cocktail ufficialmente riconosciuti dall'IBA nelle codificazioni del 1986 e 1993, venendo nuovamente incluso in quella del 2024.
Il nome rende omaggio all'eroe dei due mondi Giuseppe Garibaldi, in quanto il rosso del bitter ne ricorda la celebre giubba rossa e le arance lo sbarco in Sicilia.

## Ingredienti
- 3/10 bitter
- 7/10 succo d'arancia

## Varianti o cocktail simili
Molto diffusa, soprattutto in Centro Italia, è la versione con aranciata amara al posto del succo d'arancia, denominata Cardinale.